# یواس‌اس مرسی (ای‌اچ-۴)
یواس‌اس مرسی (ای‌اچ-۴) (به انگلیسی: USS Mercy (AH-4)) یک کشتی بود که طول آن ۴۲۹ فوت ۱۰ اینچ (۱۳۱٫۰۱ متر) بود. این کشتی در سال ۱۹۰۷ ساخته شد.